# マザーズ・オブ・ザ・ディサピアード
『マザーズ・オブ・ザ・ディサピアード』（Mothers of the Disappeared）は『ヨシュア・トゥリー』（The Joshua Tree）に収録されているU2の楽曲である。

## 概要
『The Joshua Tree』のレコーディングを中断してアムネスティ・インターナショナル主催の希望の戦略ツアーに参加した際、サンフランシスコでボノはレネ・カストロというチリ人アーチストと出会った。彼は1973年～1990年のピノチェト軍事政権下で、政府に対して批判的な作品を作ったために拷問されて、2年間強制収容所に送られてた経験があった。
彼はミッション地区（サンフラシコの文化の中心地）にあるチリとアルゼンチンの苦境を訴える壁画をボノに見せ、さらにMadres de Plaza de Mayoというアルゼンチンとチリの軍事政権に子供を誘拐された女性の団体の存在を教えた。彼女たちの子供たちは、"汚い戦争"やホルヘ・ラファエル・ビデラを大統領に就けたクーデターに反対していた学生だった。Madres de Plaza de Mayoは、子供たちが誘拐され、拷問され、殺されたと信じていて、その死体が埋まっている場所や死の状況に関する情報を求めてツアーに参加していたのだ。
壁画に感銘を受けたボノは、ツアーが終わった後、休暇を延長して、政争とアメリカの軍事介入によって苦境に晒されている小作農の状況を直に見るために、アリを伴ってニカラグアとエルサルバドルを旅し、Central American Mission Partnersという人権団体と行動をともにした。エルサルバドルでは、Comité de Madres Monsignor Romeroという、内戦中、政府を批判したために政府によって誘拐された子供を持つ女性の団体と会った。また旅の間、政府軍から銃撃を受けるようなこともあった。この経験からこの曲と「Bullet the Blue Sky」は生まれた。初期のタイトルは「Salvador」だった。
曲自体はレコーディングスタジオとして使っていたエッジの新築の家で生まれた。ボノがアリの母親のスパニッシュギターで曲を書き、ラリーがドラムループを作り、ブライアン・イーノがそれをサンプリングした。メロディはボノが1985年にエチオピアで子供たちに衛生の基本を教えていた時に作ったものだった。ミキシングはダニエル・ラノワ中心となってやった。
スティングが同じテーマで「They Dance Alone」という曲を書いている。

## ライブ
初出は1987年4月14日のThe Joshua Treeツアー・サンディエゴ公演で、「"40"」の代わりにライブの最後に演奏された。その際、Madres de Plaza de Mayoのモットーだったスペイン語で「人々がが団結すれば勝てる」を意味する「el pueblo vencerá」というフレーズをリフレインしている。ツアーでは計7回演奏され、映画『U2/魂の叫び』にも収録される予定だったが、結局、見送られた。
次にこの曲が演奏されたのはPopmartツアーのアルゼンチン・ブエノスアイレス公演とチリ・サンチアゴ公演だった。
1998年2月4日、南米ツアー中だったボノはMadres de Plaza de Mayoと接触し、その日の4時半にU2は彼らの本部を訪れ、リーダーのHebe de Bonafiniと会談を持った。その後、U2はde Bonafiniと他2人の母親を連れてホテルに戻った。そしてボノはウィリアム・バトラー・イェイツの「Mother of God」という詩を英語で暗唱し、「Mothers of the Disappeared」の歌詞をスペイン語で暗唱し、さらに英語でアカペラで歌った。この3曲が『¡Ni Un Paso Atrás!』 (1998)に収録されている。U2は翌日アルゼンチン、ブエノスアイレスのRiver Plate Stadiumで行われたライブで彼女たちをステージに上げ、Mothers of the Disappearedを歌ってショーを締めくくった。またサンチアゴ公演でも同様のパフォーマンスを行い、このライブはチケット代を払えないファンのためにテレビ中継されていたので、この映像は全国に流れた。
Vertigoツアーのブエノスアイレス公演とサンチアゴ公演でも演奏されている。

360度ツアーでも3度演奏されているが、そのうちの1つはイスタンブール公演で、1995年に何者かに誘拐されて行方不明になっているクルド人のFehmi Tosunという人物に捧げられている。